# Lagos, Bồ Đào Nha
Lagos là một đô thị thuộc tỉnh Faro, Bồ Đào Nha. Đô thị này có diện tích 213 km², dân số thời điểm năm 2001 là 25398 người.